# Volkmannrode
Volkmannrode ist eine Wüstung bei Stangerode im Landkreis Mansfeld-Südharz in Sachsen-Anhalt, Deutschland. Die Dorfstätte lag zwei Kilometer südsüdwestlich von Stangerode, nördlich des Zusammenflusses des Wiebeck-Baches mit der Eine unterhalb des Gehölzes Höllhaken.

## Geschichte

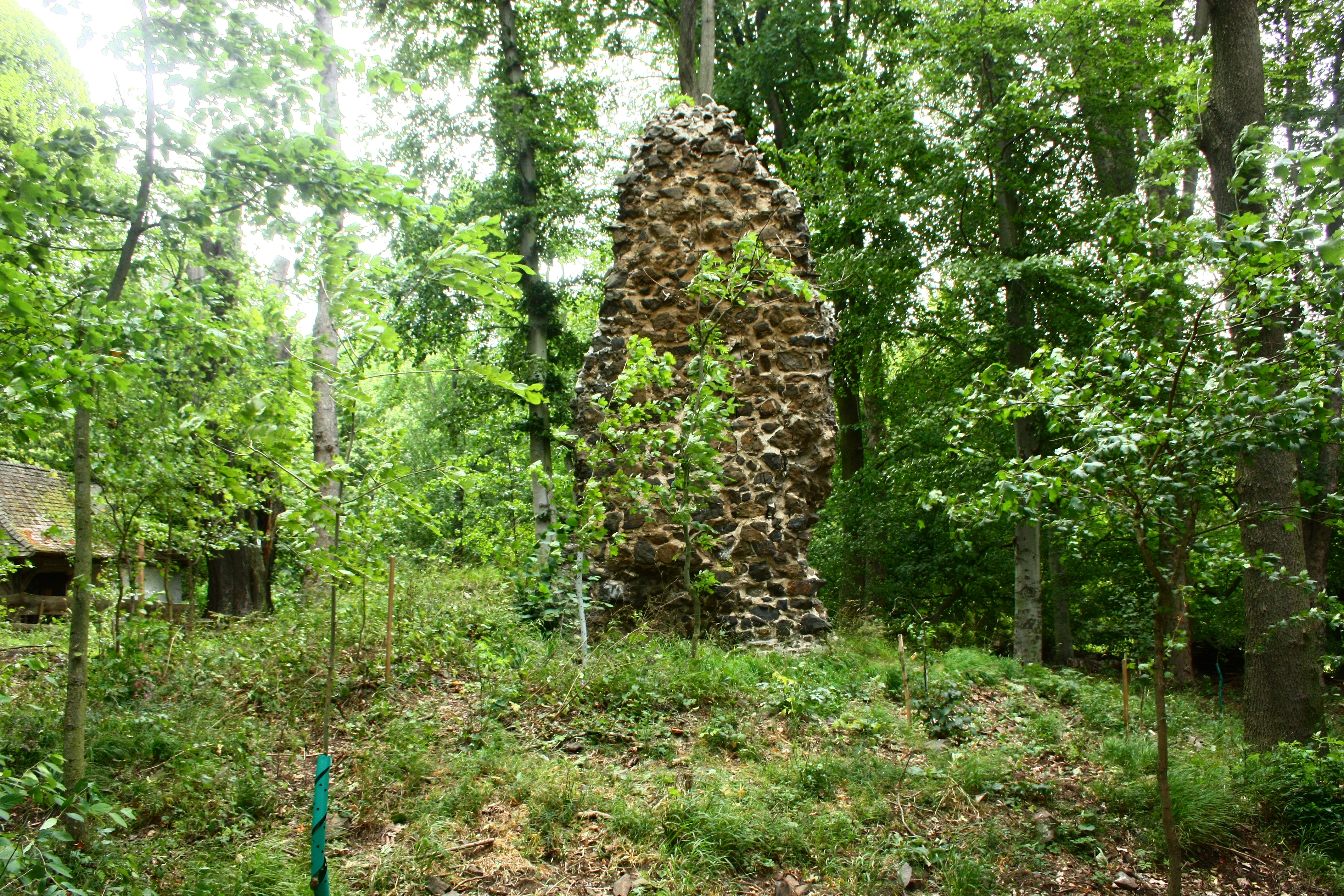
Ruinen in Volkmannrode

Bei Volkmannrode handelt es sich vermutlich um eine Rodungssiedlung des 10. oder 11. Jahrhunderts, die zunächst wahrscheinlich als Einzelhof entstand, aber danach zur Weilergröße anwuchs. Zu ihm gehörte ein Rügegericht und eine Gerichtslinde. Die Siedlung ist vermutlich im 14. Jahrhundert wüstgefallen, wobei das Rügegericht länger bestand. Im Schutt einer alten Kirchenruine in der Dorfstätte fand man 1874 ein altes, großes Steinbeil.
Volkmannrode wurde am 27. Juni 1043 zum ersten Mal urkundlich erwähnt, als König Heinrich III. bezeugte, dass sein Blutsverwandter Esico von Ballenstedt ihm selbst einen Hof in Fulkmeresroth nebst zugehörigen Hufen und kultiviertem Landes geschenkt habe. König Heinrich überweiste danach dieses Geschenk an das Hochstift Naumburg. Am 31. März 1051 bestätigte derselbe noch einmal die getätigte Schenkung in Fulkmeresrod. 
Am 1. August 1329 belehnte der Fürst Bernhard III. von Anhalt einen Coneke van Reynstedt mit einem Gehölz zu Volkmerode. Gegen 1329/1330 waren Güter in Volkmerode Gegenstand eines Rechtsstreits zwischen demselben Fürsten und Bischof Albrecht von Halberstadt.
Im Jahre 1400 gab Voltmerode dreieinhalb Schilling Prokuratsgebür. Um 1450 wird dann bereits ein wüstes Volkmannrode als zur Kirche Anhalts zugehörig benannt. Güter bei Volkmerode geben jedoch noch vor 1468 als Zubehör der Kirche von Anhalt mehrere Schock ab. Im Jahre 1489 wird dann ein erstes Mal das Klage- und Rügegericht zu Volkmannrode benannt.
Matthes Ambtmann zu Abberode wird im Jahre 1534 als Besitzer einer Hufe und einer Hofstatt an Acker, Holz und Wiesen zu Volkmanrode im Bereich des anhaltischen Gerichts im Amt Harzgerode benannt. Im Jahr 1608 wird die Dorfstätte als Volckmerode erwähnt. Zuletzt wurde das Rügegericht in einem Vertrag zwischen Preußen und Anhalt am 22. Oktober 1875 aufgehoben.